# شاهانا غوسوامي
شاهانا غوسوامي ممثلة هندية تعمل في صناعة الأفلام الهندية بوليوود.

## المهنة
منذ الطفولة ما كان يجول في تفكير شاهانا سوى شئ واحد التمثيل الاحترافي، لذلك انتقلت إلى مومباي لاستكمال تخرجها، واستكشاف امكانية إتخاذ قرار التمثيل كمهنة مستقبلية لها . في مومباي، وكانت خطواتها الأولى في التمثيل في فرقة مسرح، ومنها بدأت كمساعد إنتاج وثم عملت في انتاجتهم النورس وألف ليلة وليلة.
مشروع غوسوامي العالمي الأول هو فيلم رياح التغيير المقتبس من رواية سلمان رشدي التي تحمل اسم أطفال منتصف الليل 1981 تأليف واخراج ديبا ميهتا ومن المتوقع إطلاق الفيلم للعرض في ربيع عام 2012.

## الأعمال الفنية
| السنة | فيلم   | الدور       | لغة   |
| ----- | ------ | ----------- | ----- |
| 2011  | را.وان | Jenny Nayar | هندية |
| 2012  | البطلة | Promita Roy | هندية |

## روابط خارجية
- شاهانا غوسوامي على موقع IMDb (الإنجليزية)
- شاهانا غوسوامي على موقع قاعدة بيانات الفيلم (الإنجليزية)